# 未確認飛行体
「未確認飛行体」（みかくにんひこうたい）は2002年2月14日にリリースされた藤井隆の4枚目のシングル。

## 収録曲
1. 未確認飛行体
作詞：松本隆、作曲：堀込高樹、編曲：CHOKKAKU

| スタブアイコン | サブスタブ | この項目は、まだ閲覧者の調べものの参照としては役立たない、シングルに関連した書きかけの項目です。この項目を加筆・訂正などしてくださる協力者を求めています（P:音楽/PJ:楽曲）。 |